# 奧克蘭體育館
奧克蘭體育館（Oakland Arena），啟用名奧克蘭－阿拉米達郡競技場體育館（Oakland-Alameda County Coliseum Arena），舊名奧克蘭體育館（和）及奧克蘭競技場體育館 （Oakland Coliseum Arena），是一座位於美國加州奧克蘭的室內體育館，在競技場工業區內。體育館興建於1966年，自啟用起除了1996-1997年整修外，即為NBA金州勇士職業籃球隊的主場至2019年，亦是當時最舊仍在使用的NBA球場。甲骨文公司於2006年取得體育館10年的冠名權，並續約至2019年。
甲骨文體育館在勇士隊搬離後仍將開放使用至少到2020年，多項演唱會已排定在此舉辦。

## 歷史

### 主場球館
本體育館從1971年開始成為金州勇士的主場，除了進行整修的那一年。它早在1966年就被金州勇士間歇性的使用。

### 整修
在啟用三十年後，體育館多項設施已顯過時，不僅缺乏NBA較新體育館都有的豪華包廂，也是聯盟裡座位數最少的場地之一：僅略多於一萬五千人。最後決定進行總經費達一億二千一百萬美元的整修計畫，做為在奧克蘭、舊金山、或聖荷西興建新場地的替代方案。在整修計畫裡將拆除與重建幾乎所有的室內設施，其中包括新的觀眾席。原始的外牆和地基得到保留和重新利用，如同西雅圖KeyArena的整修工程。整修計畫於1996年中動工，於1997年NBA球季開始前完工，勇士隊得以在聖荷西體育館進行1996-97年球季後遷回。新的LED分數表和環場360度顯示幕也是整修計畫的一部分。整修後的觀眾席也增加至籃球賽1萬9596人、及冰上曲棍球賽1萬7200人。